# Campylorhynchus zonatus
Campylorhynchus zonatus е вид птица от семейство Troglodytidae. Видът е незастрашен от изчезване.

## Разпространение
Разпространен е в Белиз, Колумбия, Коста Рика, Еквадор, Салвадор, Гватемала, Хондурас, Мексико, Никарагуа и Панама.